# スノン
スノン （Cenon、ガスコーニュ語:Senon）は、フランス、ヌーヴェル＝アキテーヌ地域圏、ジロンド県のコミューン。ガロンヌ川右岸にある。

## 人口統計
| 1962年 | 1968年 | 1975年 | 1982年 | 1990年 | 1999年 | 2006年 |
| ------ | ------ | ------ | ------ | ------ | ------ | ------ |
| 13 821 | 17 713 | 24 769 | 23 520 | 21 363 | 21 283 | 23 171 |

source = EhessとINSEE

## 交通
- トラム - ボルドー・トラムA線

## 出身者
- ジェローム・フェルナンデス（fr） - プロ・ハンドボール選手
- ベルナール・ダルニッシュ

## 姉妹都市
- ラレド、スペイン